# Гнисюк Микола Володимирович
Микола Володимирович Гнисюк (2 січня 1944, с. Перекоринці, Вінницька область, УРСР, СРСР — 1 лютого 2007, Москва, Росія) — радянський і російський фотограф українського походження. Заслужений діяч мистецтв Росії (2001).

Входить до сотні найкращих фотографів світу, автор близько 650 обкладинок журналу «Советский экран». Був першим радянським фотографом, якого Американська кіноакадемія запросила на 60-й ювілейний вечір вручення премії «Оскар», лауреат багатьох міжнародних виставок. Був членом Спілки кінематографістів та Спілки журналістів Росії.

## Біографія
Народився 2 січня 1944 року в селі Перекоринці, Вінницької області, в бідній селянській сім'ї.
Його захоплення фотографією розпочалося ще в школі, в сьомому класі, коли вчитель фізики показав дітям фотоапарат.
Мати відкладала потроху гроші і з великими труднощами все-таки купила та подарувала йому фотоапарат «Смена».
У село декілька років поспіль приїздив один полковник. У воєнного був радикуліт і йому порадили лікуватися бджолами. Батько Миколи доглядав колгоспну пасіку та за спеціальною методикою лікував латиського полковника укусами бджіл. Якось одного разу полковник запропонував 14-річному хлопцю поїхати разом з ним в Ригу. Мати зраділа, але і засмутилась тому що їй прийдеться розлучитися з сином. Вона дуже любила Миколу і хотіла щоб він був щасливий. Так Микола став студентом духового оркестру Прибалтійського військового округу.
Юнак захопився джазом, грав на трубі, а невдовзі закінчив музичне училище. Пізніше відомий фотограф буде згадувати в сімейному колі, як він, 17-річний юнак, разом з Раймондом Паулсом… підзаробляв на весіллі. Композитор пророкував йому майбутнє музиканта. Але після того як Микола, граючи на трубі в оркестрі втратив свідомість, лікарі заборонили йому подібні навантаження. Але все-таки з музикою він не розлучався, він завжди носив з собою сопілку та грою на ній іноді веселив людей.
Після того випадку його комісували з армії за станом здоров'я. Випадково він прочитав оголошення в газеті, що Ризькій кіностудії потрібен проявник плівки, та влаштувався туди на роботу. Коли Микола працював асистентом оператора в фільмі відомого латиського режисера та фотографа Гунара Бінде «Руки», йому дали фотоапарат та запропонували самому зробити декілька знімків. Побачивши результат, Гунар був настільки вражений, що послав Миколу за шампанським. Юнак спитав, у кого день народження, на що Гунар відповів: «У тебе! Сьогодні народився новий фотограф!».
В 1967 році переїхав з Риги в Москву, витримав конкурс в популярніший в той час журнал «Советский экран», де пропрацював 25 років, зняв тільки для його обкладинок понад 400 портретів діячів кінематографу.
Працював на картинах таких відомих кінематографістів, як Гліб Панфілов, Микита Міхалков, Ельдар Рязанов, Андрон Кончаловський, Елем Клімов, Георгій Данелія.
Серед його друзів були Марчело Мастрояні та Мілош Форман. Роберт де Ніро відкривав його персональну виставку в Лос-Анджелесі. З Робертом Редфордом та його дітьми Микола мандрував Росією як сімейний фотограф.
Микола Гнисюк знімав все: і пейзажі, і натюрморти. Але в першу чергу вважав себе портретистом. Любив повторювати за Омаром Хаямом такий вислів:
|  | Сама прекрасна поверхня на землі — людське обличчя |

Помер після тривалої хвороби на 64 році життя 1 лютого 2007 року. Похований на Троєкурівському кладовищі.